# Гринкасл (Индијана)
Гринкасл (енгл. Greencastle) град је у америчкој савезној држави Индијана.

## Демографија
По попису из 2010. године број становника је 10.326, што је 446 (4,5%) становника више него 2000. године.
| Група             | 2000.         | 2010.         |
| Белци             | 9.212 (93,2%) | 9.418 (91,2%) |
| Афроамериканци    | 264 (2,7%)    | 281 (2,7%)    |
| Азијати           | 134 (1,4%)    | 198 (1,9%)    |
| Хиспаноамериканци | 141 (1,4%)    | 257 (2,5%)    |
| Укупно            | 9.880         | 10.326        |